# Similosodus taiwanus
Similosodus taiwanus är en skalbaggsart som beskrevs av Hayashi 1966. Similosodus taiwanus ingår i släktet Similosodus och familjen långhorningar.
Artens utbredningsområde är Taiwan. Inga underarter finns listade i Catalogue of Life.